# Polyplectropus evocatus
Polyplectropus evocatus är en nattsländeart som beskrevs av Wolfram Mey 1998. Polyplectropus evocatus ingår i släktet Polyplectropus och familjen fångstnätnattsländor. Inga underarter finns listade i Catalogue of Life.